# FAM167A
FAM167A (англ. Family with sequence similarity 167 member A) – білок, який кодується однойменним геном, розташованим у людей на короткому плечі 8-ї хромосоми. Довжина поліпептидного ланцюга білка становить 214 амінокислот, а молекулярна маса — 24 182.
| 10         |  | 20         |  | 30         |  | 40         |  | 50         |
| ---------- |  | ---------- |  | ---------- |  | ---------- |  | ---------- |
| MSVPQIHVEE |  | VGAEEGAGAA |  | APPDDHLRSL |  | KALTEKLRLE |  | TRRPSYLEWQ |
| ARLEEHTWPF |  | PRPAAEPQAS |  | LEEGERGGQE |  | PLLPLREAGQ |  | HPPSARSASQ |
| GARPLSTGKL |  | EGFQSIDEAI |  | AWLRKELTEM |  | RLQDQQLARQ |  | LMRLRGDINK |
| LKIEHTCRLH |  | RRMLNDATYE |  | LEERDELADL |  | FCDSPLASSF |  | SLSTPLKLIG |
| VTKMNINSRR |  | FSLC       |  |            |  |            |  |            |

A: Аланін

C: Цистеїн

D: Аспарагінова кислота

E: Глутамінова кислота

F: Фенілаланін

G: Гліцин

H: Гістидин

I: Ізолейцин

K: Лізин

L: Лейцин

M: Метіонін

N: Аспарагін

P: Пролін

Q: Глутамін

R: Аргінін

S: Серин

T: Треонін

V: Валін

W: Триптофан